# Camarón de la Isla
El Camarón de la Isla, artiestennaam van José Monje Cruz (San Fernando, 5 december 1950 – Badalona, 2 juli 1992), was een van Spanjes bekendste flamencozangers van de tweede helft van de 20e eeuw. Zijn bijnaam El Camarón ("de garnaal") kreeg hij van zijn oom vanwege zijn roodblonde haar, zijn magere lichaamsbouw en lichte huid.

## Biografie

### Levensloop
José werd geboren in in de Calle Carmen in San Fernando aan de Golf van Cádiz, als zesde kind uit een gitano(zigeuner) familie met acht kinderen. Als kind hielp José zijn vader, die –gitanotraditie– smid was. Deze flamenco-aficionado, bekend om de martinetes die hij zong, stierf in 1966. José's moeder, Juana Cruz Castro, was canastera (mandenmaakster) van beroep en hield na het overlijden van haar man cafés en bars schoon om de kost te verdienen. Zij zong naar verluidt zo geweldig flamenco dat alle grote artiesten uit die tijd –Manolo Caracol, La Niña de los Peines, La Perla de Cádiz– regelmatig naar haar kwamen luisteren. Naast José werden al haar kinderen begaafde zangers.
In 1974, drieëntwintig jaar oud, trouwde Camarón met het zestienjarige zigeunermeisje Dolores Montoya uit La Línea de la Concepción. Hij noemde haar La Chispa (De vonk). Ze kregen vier kinderen.
Camarón was een uiterst introverte, verlegen, rustige man. Ondanks zijn sterrenstatus bleef hij zijn eenvoudige karakter trouw. Rijkelijk met goud en eer behangen, hechtte hij volgens de gitano-filosofie nagenoeg geen belang aan geld of status. Wel raakte hij in de loop der jaren –zoals heel wat andere gitano's in die tijd– steeds zwaarder aan drugs (cocaïne, heroïne, lsd) verslaafd.
In 1992 overleed José Monje Crúz, 41 jaar oud, aan longkanker. Jarenlang drugsgebruik, gecombineerd met vier pakjes sigaretten per dag, eisten hun tol. Met zijn dood werd de mythische status van El Camarón de la Isla pas goed duidelijk: meer dan honderdduizend mensen waren op zijn begrafenis aanwezig. Tien jaar later herdachten alle Spaanse televisiestations de hele dag door Camaróns overlijden.
Op de begraafplaats van San Fernando staat een standbeeld ter ere van Camarón de la Isla. Dagelijks worden hier enorme hoeveelheden bloemen ter ere van El Príncipe del Cante Flamenco door fans neergelegd.

### Carrière
Om wat geld te verdienen zong de achtjarige Camarón met zijn vriendje Rancapino in cafés – vooral de Venta Vargas – en op treinstations. Met zijn achttien jaar oudere broer Manuel zong hij regelmatig op fiestas privadas (privéfeesten) van rijke mensen. Nadat hij in 1962 de eerste Premio del Concurso Flamenco del Festival de Montilla in Córdoba won, was hij de rijzende ster van Andalusië.
Antonio Mairena hoorde hem tijdens de feria van Sevilla zingen en was zwaar onder de indruk van de duende van nog zeer jonge José Monje Cruz, de latere Camarón. Zijn duende zou Camaróns meest aansprekende kenmerk worden: hij wist het telkens weer op te roepen.
Na het winnen, als zestienjarige, van de eerste prijs op het Festival del Cante Jondo in Mairena de Alcor, werd hij door Miguel de los Reyes en Dolores Vargas, in Spanje grote namen, gecontracteerd om in hun compañías flamencas (flamencogezelschap) te zingen.
Later trok Camarón met Miguel de los Reyes naar Madrid, waar hij een vast contract in het Tablao de Torres Bermejas kreeg (1968). Hij bleef hier – met onderbrekingen – twaalf jaar.
In dit tablao (flamencocafé) werd hij door Antonio de Algeciras, vader van Paco de Lucía ontdekt. Via hem werd hij aan Paco voorgesteld. Kort daarna namen zij samen zijn eerste plaat op, met Antonio de Algeciras als producer. Hierdoor kwamen er veel optredens op flamencofestivals los. Snel volgden tournees door het buitenland: Camarón was een flamenco-ster geworden.
Tussen 1969 en 1977 namen Camarón en Paco de Lucía gezamenlijk tien albums op. De eerste drie én het vijfde album van Camarón droegen de titel El Camarón de la Isla con la colaboración especial de Paco de Lucía (Camarón de la Isla, met de speciale medewerking van Paco de Lucía). Alleen het vierde album kreeg een echte titel (Canastera) mee. Algemeen gebruik gaf elk album een onderscheidende naam. Latere albums kregen een eigen naam, waarbij als ondertitel werd vermeld dat Paco de Lucía zijn speciale medewerking bleef geven. Na verloop van tijd raakte de formule van cante y guitarra (zang en gitaar) uitgemolken. Camarón en De Lucía sloegen nieuwe muzikale wegen in. Naast de klassiek begeleidende functie kreeg de gitaar van De Lucía een sterke eigen stem. Andere instrumenten werden toegevoegd: De Lucía nam uit Zuid-Amerika de cajón mee. Er volgden een elektrische basgitaar, fluiten en zelfs ondersteunende vioolsecties. Het geluid kreeg een meer jazzy klank, waarmee de basis werd gelegd voor wat later als flamenco nuevo bekend zou worden. Dit opende wegen naar vooral de jongere generatie.
Camarón raakte in de loop der jaren steeds zwaarder aan drugs verslaafd. Mede daardoor vertroebelde de relatie en samenwerking met Paco de Lucía een periode sterk. Tien jaar later kwamen beiden weer samen om tot het overlijden van Camarón opnamen te maken. Camarón liet zich vanaf eind jaren 70 vaak begeleiden door Tomatito, een uiterst talentvolle De Lucía-adept. Ook werd hij veelvuldig begeleid door gitaristen als Paco Cepero, Raymundo Amador en Moraíto Chico.
In 1979 verruilde Camarón zijn oude producer voor Ricardo Pachón. Het resultaat was La Leyenda del Tiempo – zonder Paco de Lucía – waarover de puristen onder de flamencoliefhebbers schande spraken en de platen aan de winkel retourneerden. Teksten van deze plaat, aangebracht door Pachón en Kiko Veneno, droegen niet de klassieke romantische thema's, maar waren (delen van) teksten van Lorca (o.a. het bekende La Tarara) en bijvoorbeeld de Perzische dichter Omar Khayám. Voor de flamenco werden 'bizarre' instrumenten als keyboards, basgitaar, een drumstel en zelfs een sitar gebruikt. Hiermee werd wèl de weg geplaveid voor de flamenco fusión, een mengvorm van flamenco met pop en jazzmuziek. Volgens sommige critici herbergt deze plaat echter de belangrijkste flamenco-opnamen van de laatste halve eeuw. Camarón schrok van de fel puristische reacties, waardoor hij in zijn latere werk deze scherpe kantjes terugdraaide. Het album bleek echter een trendbreuk en een opening voor anderen te zijn. Tot aan de dag van zijn overlijden in 1992 werden van La Leyenda del Tiempo precies 5482 albums verkocht. Daarna steeg de verkoop razendsnel.
Ondanks deze vernieuwingen heeft Camarón de flamenco puro (zuivere flamenco) nooit geweld aangedaan. Dit wordt bevestigd door het feit dat hij in Spanje, vooral onder de gitanos (bepaald niet vooraanstaand in de drang naar verandering) wordt gevierd als El Príncipe, de prins.

## Betekenis voor de (moderne) flamenco
Camarón wordt door velen beschouwd als de populairste en invloedrijkste flamencocantaor (zanger) van de moderne tijd. Zijn verschijning, zijn intense toewijding, zijn jondo, zijn rajo en zijn voz gitana, zigeunerstem, waardoor de duende als vanzelf kwam, maakten dat hij met de vertolking van zijn flamenco cantes zelfs de orthodox-traditionele aficionados wist te overtuigen. Hij was en is op deze onderdelen nog steeds een ideaalbeeld voor velen.
Camaróns eerste dozijn vinylplaten nam hij op met de gitarist Paco de Lucía; dit zijn stuk voor stuk serieuze, oprechte flamenco-opnamen. Ook voor zijn laatste opnamen werkte hij samen met Paco en diens broers Ramón, gitarist en Pepe, zanger, die ook voor de productie van de laatste serie tekenden. Uiteindelijk namen Camarón en Paco materiaal voor zo'n 20 lp's op, waarvan tijdens Camaróns leven zo'n 360 000 lp's en cd's werden verkocht.
Na het verschijnen van zijn album La Leyenda del Tiempo (1979) waren de aficionados furieus en beschouwden hem zelfs als verrader. Feitelijk werd dit album door hen onder tafel geschoven. Omdat hij daarna de innovaties minder expliciet gebruikte en zich vaak alleen op gitaar liet begeleiden (Tomatito, Paco Cepero, Raimundo Amador, Moraíto Chico en anderen), werden de bezwaren vergeten.
La Leyenda del Tiempo, hoe verguisd ook, zorgde voor een doorbraak van de flamenco in de internationale wereld. Camarón trad steeds meer op tijdens internationale festivals. Popgiganten als Mick Jagger, Joe Cocker en Quincy Jones, verder geen flamencokenners, behoorden tot zijn bewonderaars. In Spanje was dit album de laatste aanzet tot de flamenco fusión en van hieruit naar de flamenco nuevo. Populair-moderne groepen, schatplichtig aan Camarón, zijn onder andere Ketama, Pata Negra (Raimundo Amador en zijn broer Diego Amador (neven van Camarón), Estrella Morente, Chambao, Javier Limón, Radio Tarifa, Ana Salazar en Ojos de Brujo.
De opnamen van Camarón's laatste cd-album duurde tijden. Camarón zakte nu en dan weg in een staat van half bewustzijn en paranoia. Ook al was hij van de drugs af, hij was wel in gevecht met de kanker en gebruikte zijn eigen favoriete drug rohypnol en andere downers waarmee hij de pijn bestreed. De laatste cd heette simpel Soy Gitano (1989): 'Ik ben een Zigeuner'.

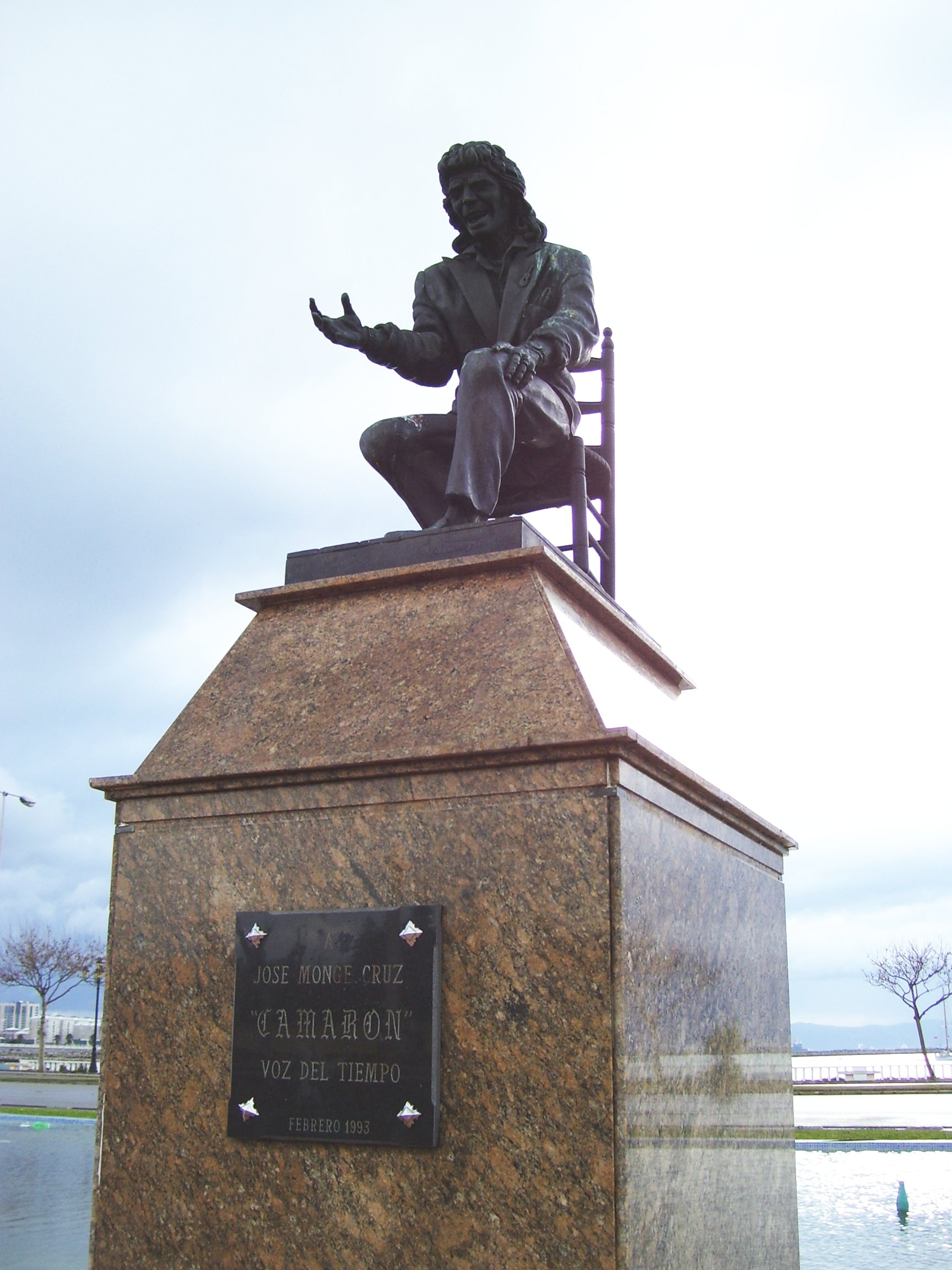
Monument voor Camarón in La Línea de la Concepción

### Prijzen
Camarón ontving een waterval aan prijzen en eerbewijzen. Aan hem toegekende prijzen zijn onder meer:
- Premio en el Concurso de Cante Jondo Antonio Mairena, 1973
- Premio Nacional de Cante de la Cátedra de Flamencología y Estudios Folclóricos Andaluces de Jerez, 1975
- Trofeo Lucas López de la Peña Flamenca El Taranto de Almería, 1984
- IV Llave de Oro del Cante Flamenco, 2000 (postuum toegekend).

Eerbewijzen
- Hijo Predilecto de San Fernando (1992) (Ere-zoon van San Fernando)
- Medalla al Mérito Artístico del Ayuntamiento de Madrid (Medaille van Artistieke Verdiensten van de gemeente Madrid)
- Medalla de Oro de la Junta de Andalucía (Gouden Medaille van de regering van Andalusië)
- Medalla de Oro de las Bellas Artes (Gouden Medaille voor de Schone Kunsten)
- Hijo adoptivo de la ciudad de La Línea de la Concepción (Aangenomen zoon van de stad La Línea de la Concepción).

## Discografie
Camarón nam 176 cantes op in ongeveer 50 palos (stijlen)
- Reencuentro; (2008)
- Venta de Vargas. (2005)
- Alma y Corazón. (3cd-box) (2004)
- Antología Inédita; Herbewerking van nooit eerder gebrachte cantes opgenomen door Ricardo Pachón. Universal (2000)
- Antología. Universal (1996)
  - 1. Fundamentos
  - 2. Grandeza
  - 3. Apoteosis
- Camarón Nuestro (2 cd's) (opnamen tijdens festivals in 1978 en 1979); gitaar: Tomatito. Mercury (1994)
- Potro De Rabia Y Miel (de laatste, beschouwd als het meesterwerk); met: Paco, Tomatito, en vele anderen. Geproduceerd door Paco en Pepe de Lucía (1992)
- Una Leyenda Flamenca (bij zijn dood uitgegeven); gitaar: Paco de Lucía en Tomatito. Philips (1992)
- Autorretrato; Paco de Lucía, Tomatito en Cañizares (Gitaar achteraf onder de stem van Camarón gemonteerd) Mercury (1990)
- Soy Gitano; Royal Philarmonic Orchestra. Tomatito, Vicente Amigo y Raimundo Amador, Carles Benavent, Tino Di Geraldo, Manuel Soler. Mercury (1989)
- Camarón de la Isla con la colaboración de Paco de Lucía: Disco de Oro. Philips (1988)
- París 1987; met: Tomatito. Universal (1987 / 1999)
- Flamenco Vivo; gitaar Tomatito. Mercury (1987)
- Te lo dice Camarón; gitaar: Tomatito. Mercury (1986)
- Viviré; gitaar: Paco de Lucía y Tomatito. Mercury (1984)
- Calle Real; gitaar: Paco de Lucía y Tomatito, verder Raimundo Amador, Carles Benavent, Jorge Pardo. Mercury (1983)
- Como El Agua; gitaar: Paco de Lucía en Tomatito, Carles Benavent, Rubem Dantasç. Teksten Pepe de Lucía. Mercury (1981)
- La Leyenda Del Tiempo; Raimundo Amador, Jorge Pardo, J.A.Galicia. Productie: Ricardo Pachón. Philips (1979)
- Castillo de arena; Gitaar: Paco de Lucía. Philips (1977)
- Rosa María; gitaar: Paco de Lucía, Ramón de Algeciras. Philips (1976)
- Arte y Majestad; gitaar: Paco de Lucia. Philips (1975)
- Soy caminante; gitaar: Paco de Lucia. Philips (1974)
- Son tus ojos dos estrellas; gitaar: Paco de Lucia. Philips (1973)
- Caminito de Totana; gitaar: Paco de Lucia. Philips (1973)
- Canastera; gitaar: Paco de Lucía, Ramón de Algeciras. Philips (1972)
- El Principio de una leyenda Camarón de la Isla con El Turronero. Guitarra: Antono Arenas. Grabado en directo Año 1971. EKIPO (1971)
- Cada vez que nos miramos; gitaar: Paco de Lucia. Philips (1970)
- Al verte las flores lloran ; gitaar: Paco de Lucía, Ramón de Algeciras. Productie: Antonio de Algeciras. Philips (Polygram Iberica) (1969)